# Элеонора Анжуйская
Элеонора Анжуйская (1289[…], Неаполь — 10 августа 1341, Monastery of San Nicolò l'Arena (Nicolosi), Сицилия) — королева-консорт Сицилии. Элеонора была третьей дочерью неаполитанского короля Карла II и Марии Венгерской.

## Жизнь
17 марта 1302 года она вышла замуж за сицилийского короля Федериго II. Её отец и её муж вели борьбу за господство в Средиземноморье, и брак был частью дипломатических усилий по мирному урегулированию конфликта, в итоге приведших к Кальтабелоттскому миру. Согласно мирному договору, древнее королевство Сицилия было разделено на две части: остров Сицилия, и материковая часть. Островная часть под названием «Королевство Тринакрия» переходила под управление Федериго, а материковая, за которой сохранялось название «Королевство Сицилия», оставалась под управлением Карла.

## Дети
У Элеоноры и Федериго было девять детей:
1. Педро (1304—1342), унаследовавший Тринакрию (то есть Сицилию)
2. Роджер (род.1305), умер молодым
3. Манфред (1306—1317), герцог Афин и Неопатрии
4. Констанция, которая в 1331 году вышла замуж за армянского царя Левона IV
5. Елизавета (1310—1349), которая в 1328 году вышла замуж за баварского герцога Стефана II
6. Гульельмо (1312—1338), князь Таранто, герцог Афин и Неопатрии
7. Джованни (1317—1348), герцог Рандаццо, герцог Афин и Неопатрии, регент Сицилии
8. Катерина (1320—1342)
9. Маргарет (1331—1360), которая в 1348 году вышла замуж за пфальцграфа Рудольфа II